# Baltimora
Baltimora, biljni rod iz porodice glavočika raširen po tropskom Novom svijetu, od Meksika do Antila i  na jug do Brazila.
Rod je opisan u Mantissa Plantarum 2: 158, 288. 1771.

## Vrste
1. Baltimora geminata (Brandegee) Stuessy
2. Baltimora recta L.; tipična vrsta

## Sinonimi
- Fougeria Moench; Suppl. Meth.: 243 (1802)
- Fougerouxia Cass.; Cuvier, Dict. Sci. Nat. ed. 2. 54: 461 (1829)
- Scolospermum Less.; Linnaea 5: 152 (1830)
- Timanthea Salisb.; Prodr. Stirp. Chap. Allerton 208 (1796)